# Jérémie (Haïti)
Pour les articles homonymes, voir Jérémie (homonymie).
Jérémie (en créole haïtien : Jeremi) est une commune d'Haïti, chef-lieu du département de Grand'Anse, arrondissement de Jérémie.
On la nomme aussi « la Cité des Poètes ».

## Géographie
Relativement éloignée d'une bonne partie d'Haïti, Jérémie est située à environ 297 km à l'ouest de la capitale, Port-au-Prince, sur la rive nord de la péninsule de Tiburon appelé également la presqu’île du Sud.
La ville de Jérémie est traversée par la rivière de la Grande-Anse avant d'aller se jeter dans le golfe de la Gonâve.

## Démographie
À la fin du XVIIIe siècle, Moreau de Saint-Méry donne quelques chiffres sur la population de Jérémie à l'époque coloniale : « La population était, en 1681, de 163 blancs et 117 nègres, mestis et mulâtres, Indiens et Indiennes. En 1692, de 14 habitants sédentaires et de 16 chasseurs. En 1751, de 387 blancs, 109 affranchis et 2 147 nègres. Elle est à présent de 2 000 blancs, de 1 000 affranchis et de 17 000 esclaves, en y comprenant celle de la ville et ses accessoires ».
La ville de Jérémie compte aujourd'hui 42 388 habitants et la commune 134 317 (estimation 2015).

## Histoire

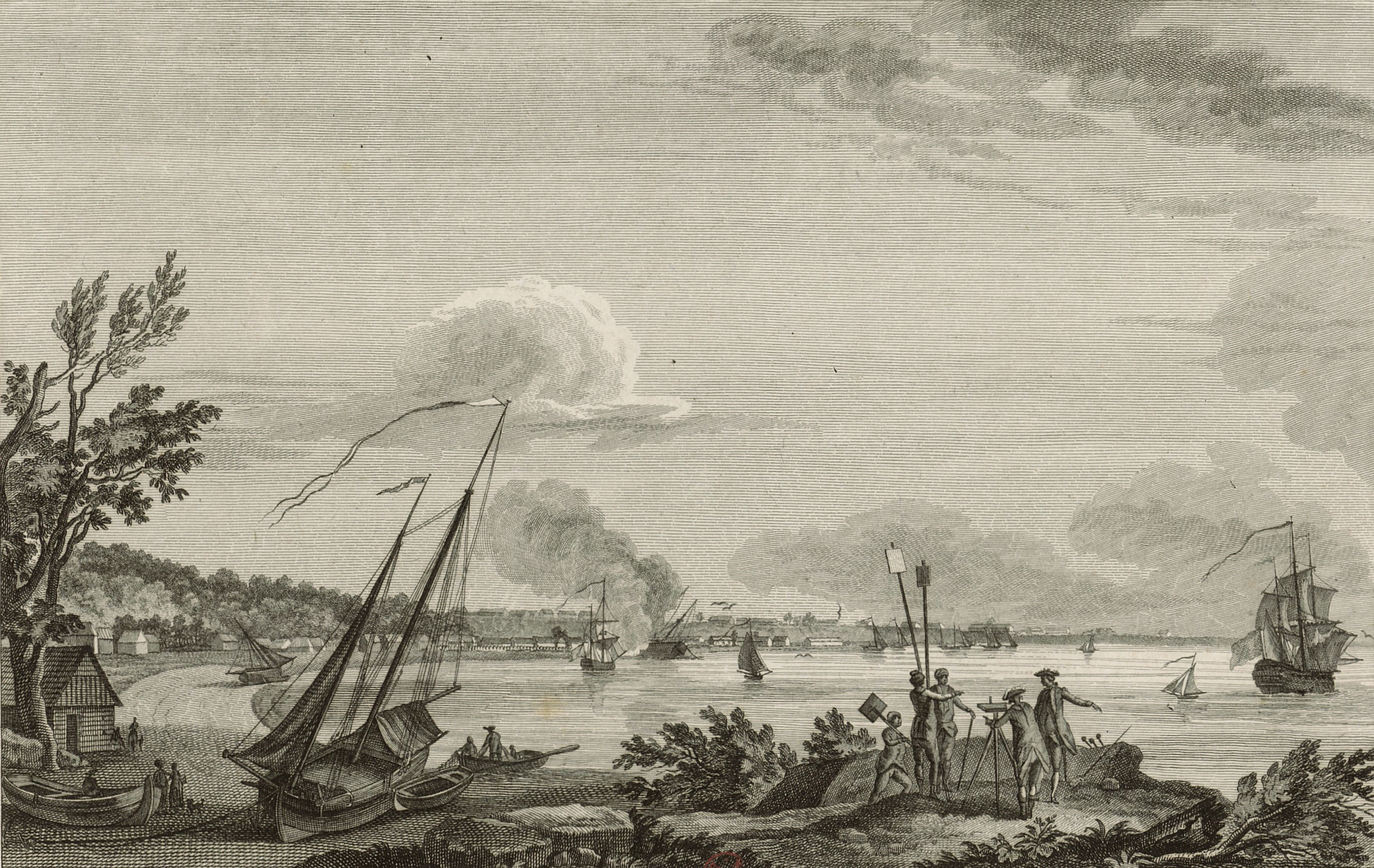
Vue de la ville de Jérémie, dessin de Nicolas Ozanne et gravure de Nicolas Ponce, 1791.

Les troupes britanniques débarquent à Jérémie en septembre 1793.
En 1964, sous la dictature de François Duvalier, la ville deviendra le théâtre d’une répression contre la population locale appelée Vêpres jérémiennes. En effet, à la suite du débarquement de treize opposants du groupe Jeune Haïti dans le sud du pays le 5 août 1964, Duvalier, avec sa politique noiriste, va donner libre cours à sa fureur contre les mulâtres de la ville de Jérémie. Des treize débarquant, on compte un noir et douze mulâtres. A Jérémie, il existait un système d'apartheid dans la ville reconnue pour sa population mulâtre prééminente. Certains clubs sociaux étaient réservés à certaines familles réputées mulâtres. Sous tous les aspects, il existait une discrimination envers la population noire et le préjugé de couleur y était très fort. Les haines et rancœurs accumulées au cours des décennies contre ces derniers serviront de prétexte à des crimes abominables de la part de Duvalier, de ses agents militaires et des tonton macoutes. Aux mois d'août, septembre et octobre plusieurs mulâtres, femmes, vieillards et enfants sont torturés puis tués.
En octobre 2016, après le passage de l'ouragan Matthew, la ville est détruite à 80 % et coupée du monde ; ses habitants sont privés de nourriture et d'eau potable; l'épidémie de choléra connaît une recrudescence.
Le 14 août 2021, la ville est touchée par un tremblement de terre de magnitude de 7,2 qui cause de nombreux dégâts, notamment à la cathédrale.

## Administration
La commune est composée des sections communales de :
- Basse-Voldrogue
- Haute-Voldrogue (dont le quartier « Léon »)
- Haute-Guinaudée
- Basse-Guinaudée
- Fond Rouge Dahere
- Fond Rouge Torbeck

## Monuments et sites

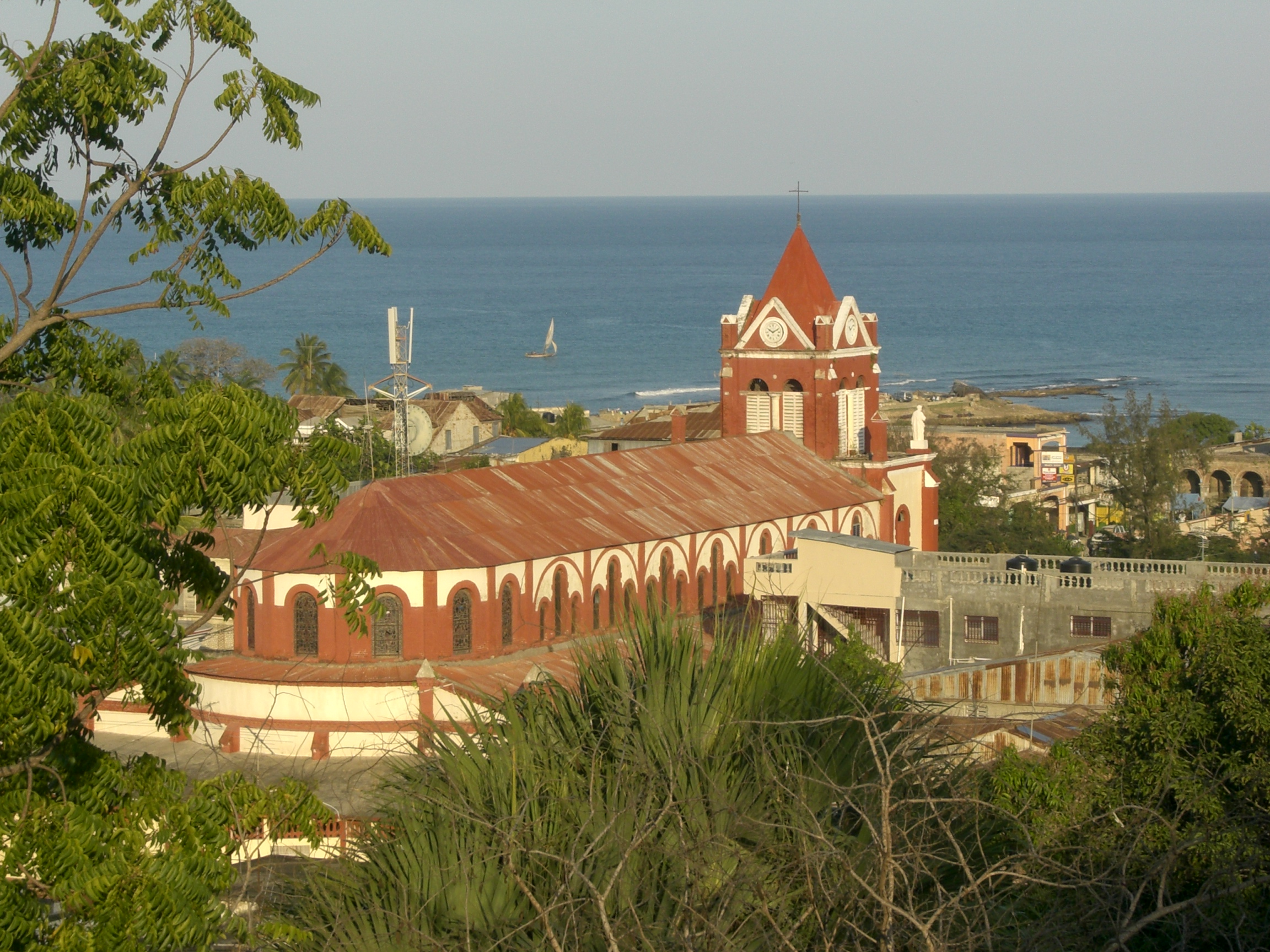
La cathédrale Saint-Louis-Roi-de-France de Jérémie.

- Le Fort Marfranc fait partie d'une vingtaine d'ouvrages militaires construits sur le territoire d'Haïti après l'indépendance en 1804
- La Cathédrale Saint-Louis-Roi-de-France

## Personnalités liées à la commune
.

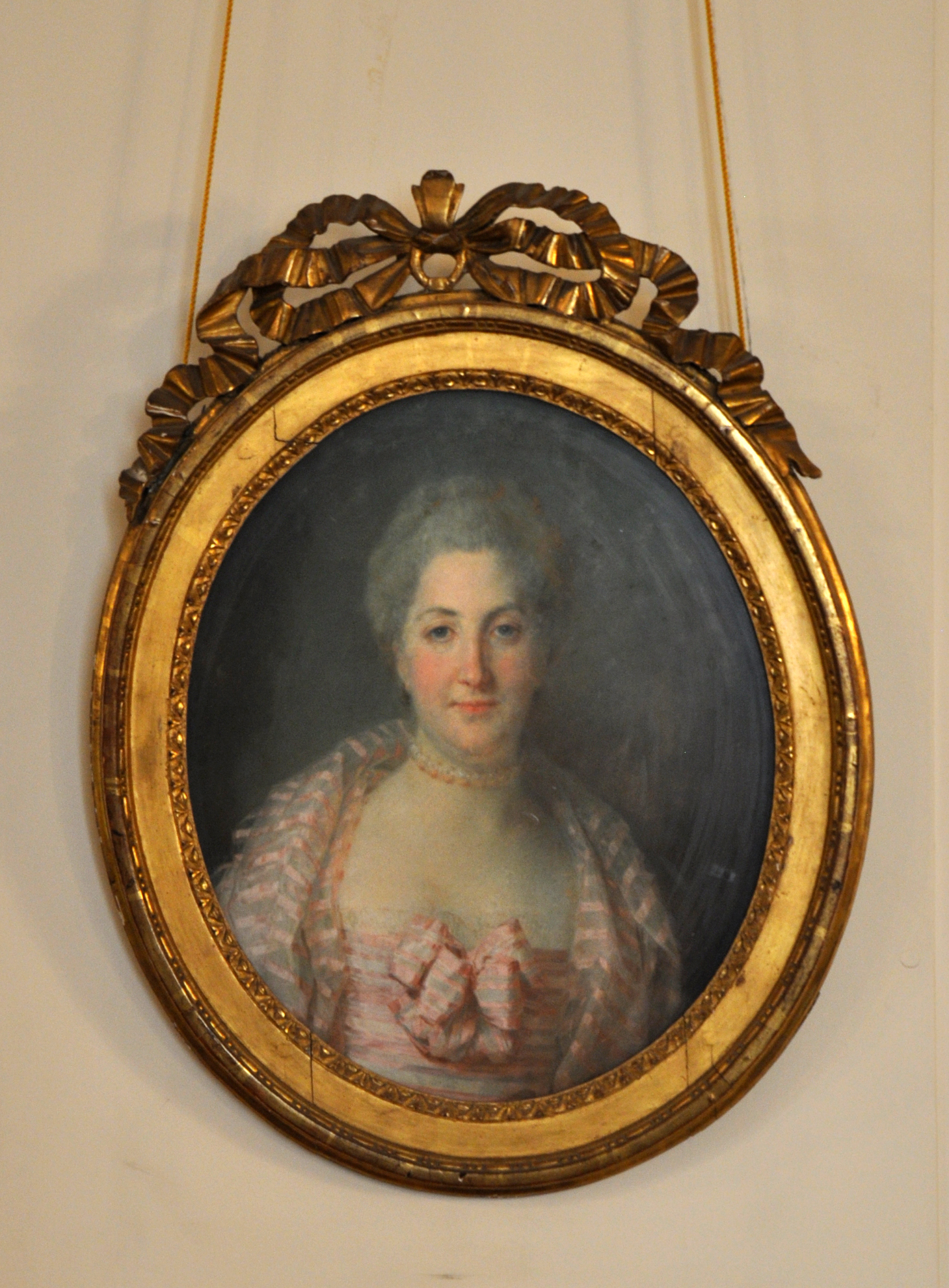
Portrait de Mme Jacques-Jean-Louis de Parouty (1732-1774) par Jean-Baptiste Perronneau, née à Fond d'Amourette, Jérémie.
Tableau conservé au Musée des arts décoratifs et du design de Bordeaux

- Général Dumas (1762-1806), père d'Alexandre Dumas et grand-père d'Alexandre Dumas fils.
- Modeste Testas (1765-1870).
- Etzer Vilaire (1872-1951).
- Émile Roumer (1903-1988).
- Jean-Fernand Brierre (1909-1992).
- Raymond Chassagne (1924-2013), poète.
- René Philoctète (1932-1995).
- Serge Legagneur (1937-2017), poète.
- Jean-Claude Fignolé (1941-2017).
- Raoul Cédras (né en 1949), qui dirigea la junte militaire de 1991 à 1994, après avoir renversé Jean-Bertrand Aristide.
- Gontran Décoste (né en 1957), évêque du diocèse de Jérémie.

## Galerie

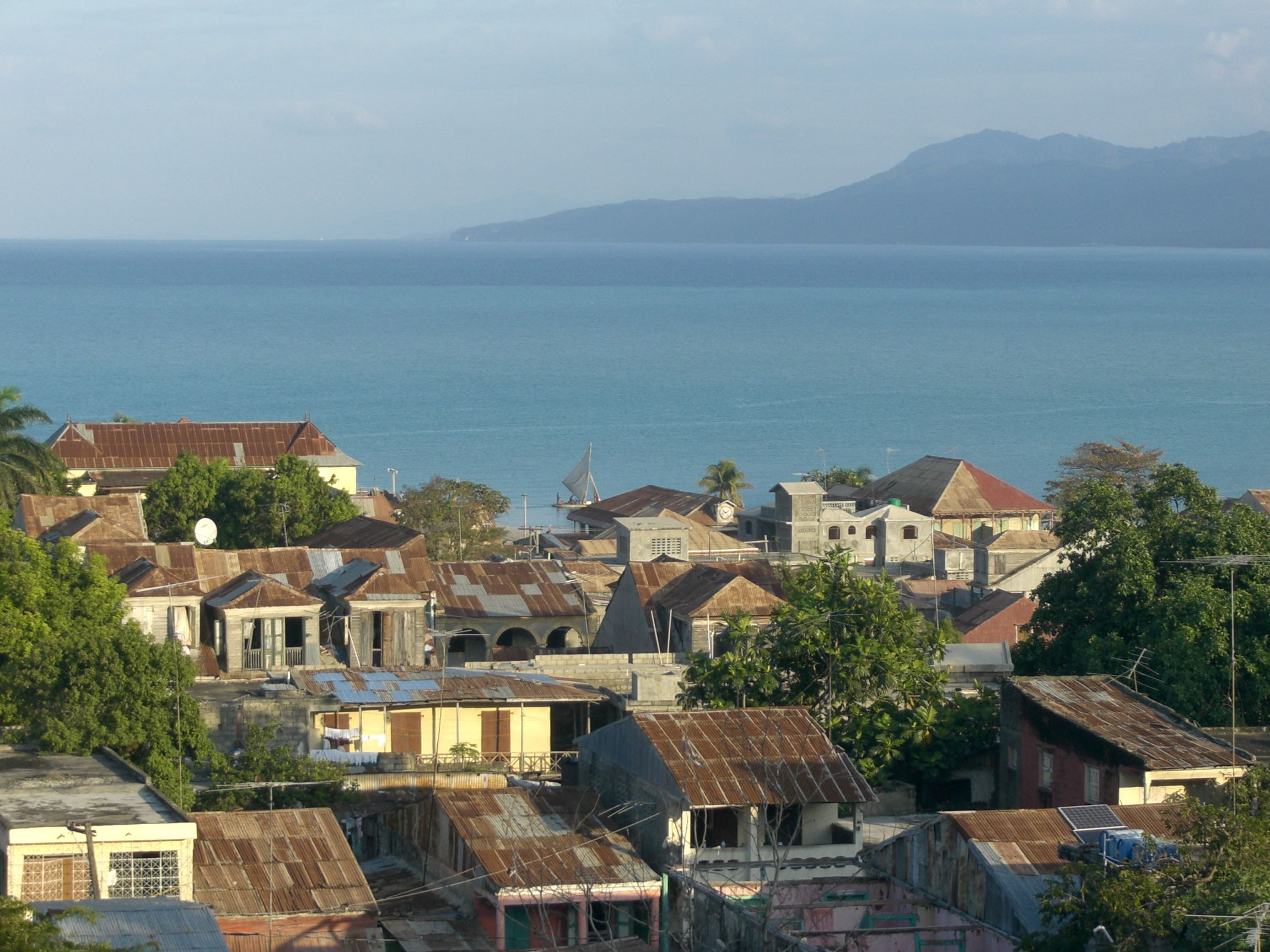
Centre de Jérémie (2006)
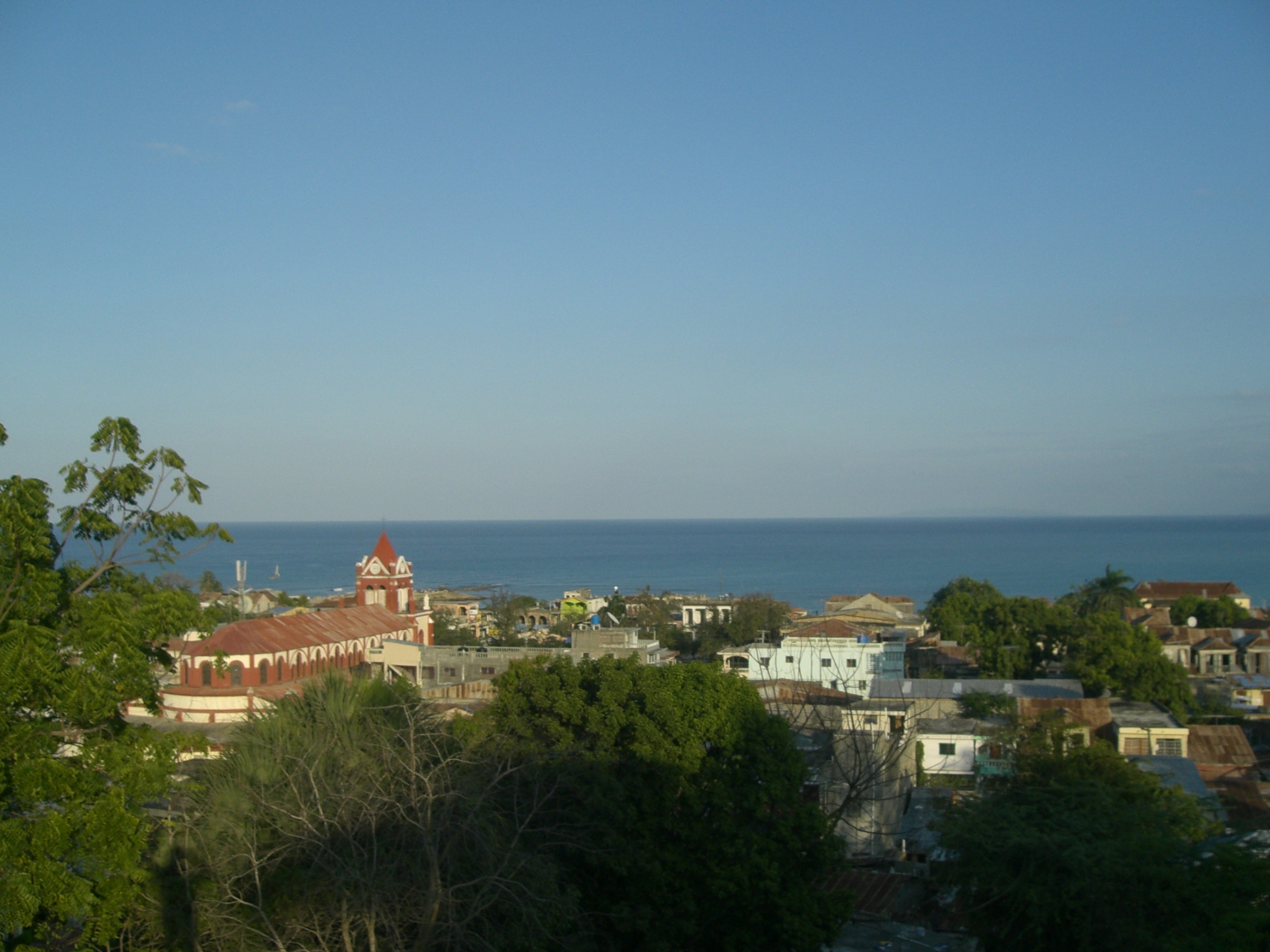
Jérémie (2007)
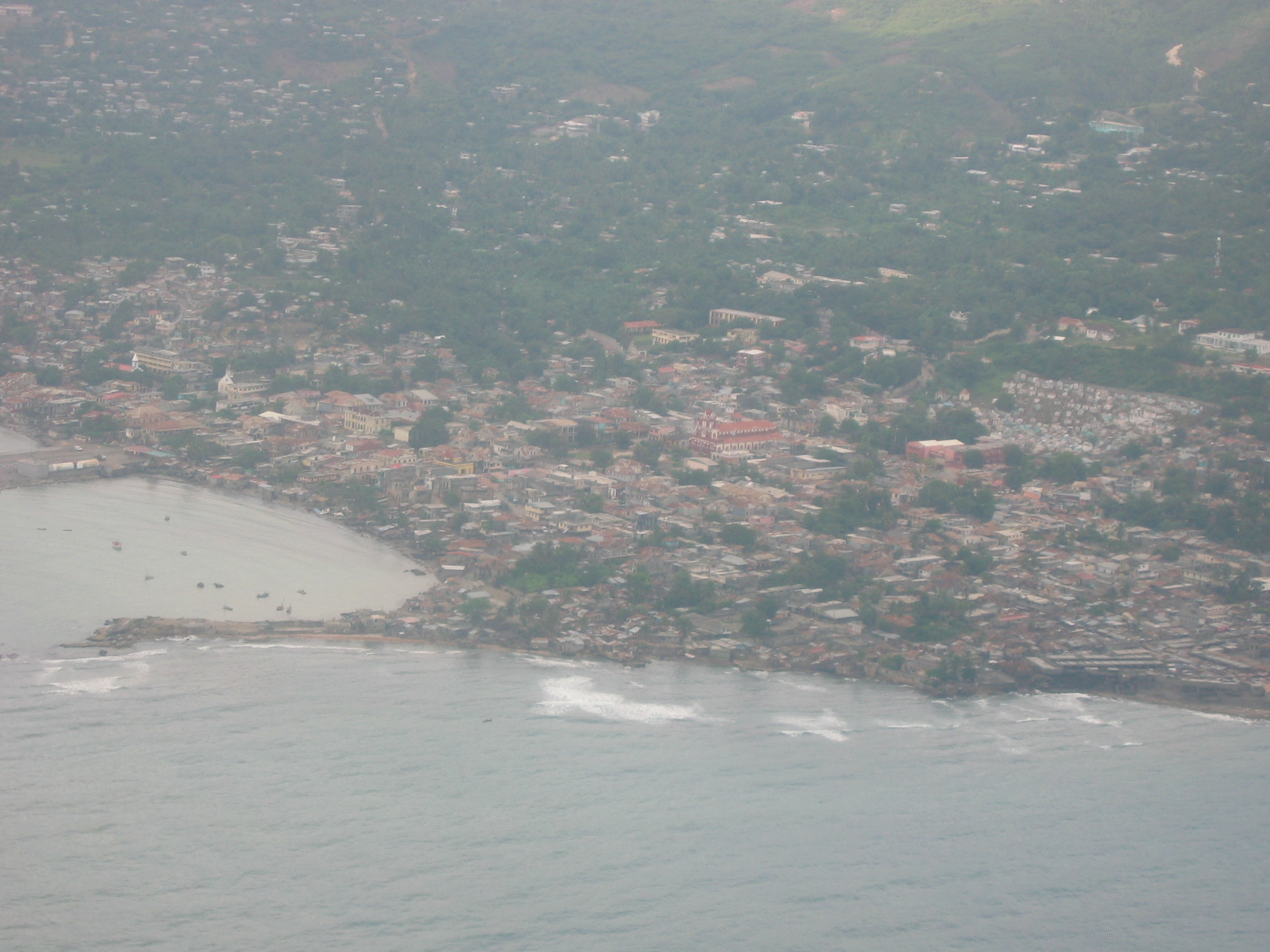
Jérémie (2007)
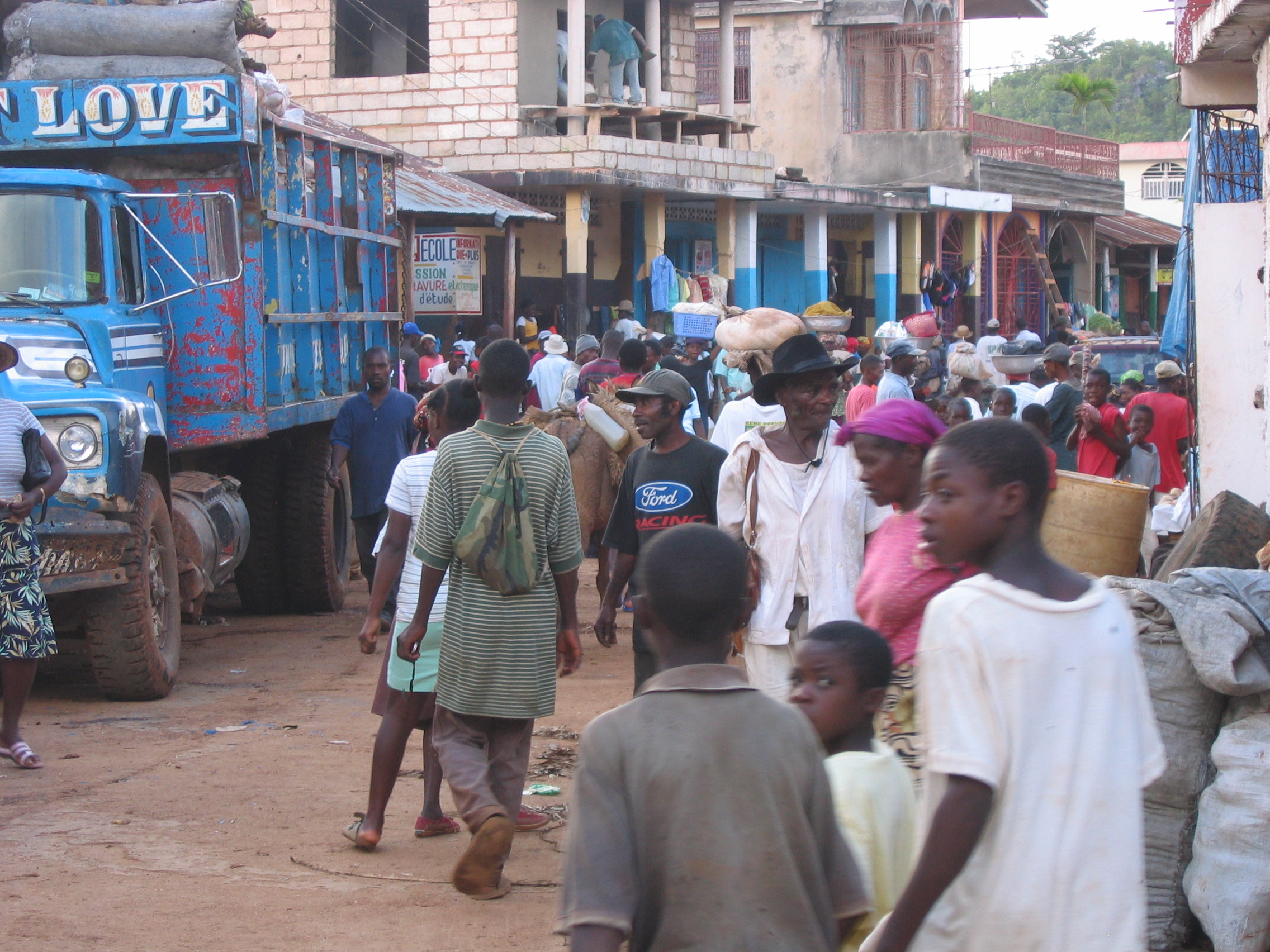
Centre de Jérémie (2007)